# Првомајски булевар (Сомбор)
| Улица Првомајски булевар | Улица Првомајски булевар |
| ------------------------ | ------------------------ |
|                          |                          |
| Почетак                  | Улица Стапарски пут      |
| Крај                     | Улица Дубровачка         |
| Дужина                   | 1000 m                   |
| Ширина                   | 20 до 40 m               |
| Створена                 |                          |
| Названа                  |                          |
|                          |                          |
|                          |                          |
| Поглед на улицу          |                          |

Улица Првомајски булевар је једна од градских улица Сомбору, седишту Западнобачког управног округа. Протеже се правцем који повезује Улицу Стапарски пут и Улицу Јосипа Панчића које чине раскрсницу и Улицу Дубровачку. Дужина улице је око 1000 м. 

## Име улице
Улица носи назив по празнику рада који се прославља 1. маја.

## Суседне улице
- Улица Стапарски пут
- Улица Јосипа Панчића
- Улица Фрушкогорска
- Улица Југословенске народне армије
- Улица Спортска
- Улица Грује Дедића
- Улица Сонћански пут
- Улица Школска
- Улица Максима Горког
- Улица Дубровачка

## Првомајским булеваром
Улица Првомајски булевар је улица у којој се налази мањи број продајних објеката, фирми и предузећа. Целом дужином првог дела улице до раскрснице са Улицом Сонћански пут су стамбене зграде старије и новије градње. У другом делу улице, до спајања са Улицом Максима Горког и Улицом Дубровачком су једноспратне и двоспратне куће.

### Значајне институције у улици[1]
- Електро Селенча - бела техника и кућни апарати, на броју А12
- СЛ маркет Swisslion Таково, на броју 17
- Апотека Galen pharm, на броју А19
- Геронтолошки центар Сомбор
- Перионица аута Delfin Wash је на углу са улицом Сонћански пут, и једним већим делом припада и Улици Првомајски булевар

### Градски парк Селенча
У граду постоје четири парка, а парк на Селенчи је један од њих. Настао је седамдесетих година 20. века.Последњих година парк је сређен, а у његовој близини изграђени су Скејт Парк и дечије игралиште. Урађена је и допуна фитнес справа и направљен је терен за кошарку, те се на тај начин заокружио систем за спорт и рекреацију на Новој Селенчи.Отворен је и кафе "Парк" у непосредној близини. 

## Галерија
- Поглед на улицу
- Парк Селенча
- Поглед на улицу
- Поглед на улицу
- Поглед на улицу
- Геронтолошки центар Сомбор
- Поглед на улицу
- Поглед на улицу